# مارينا توماس

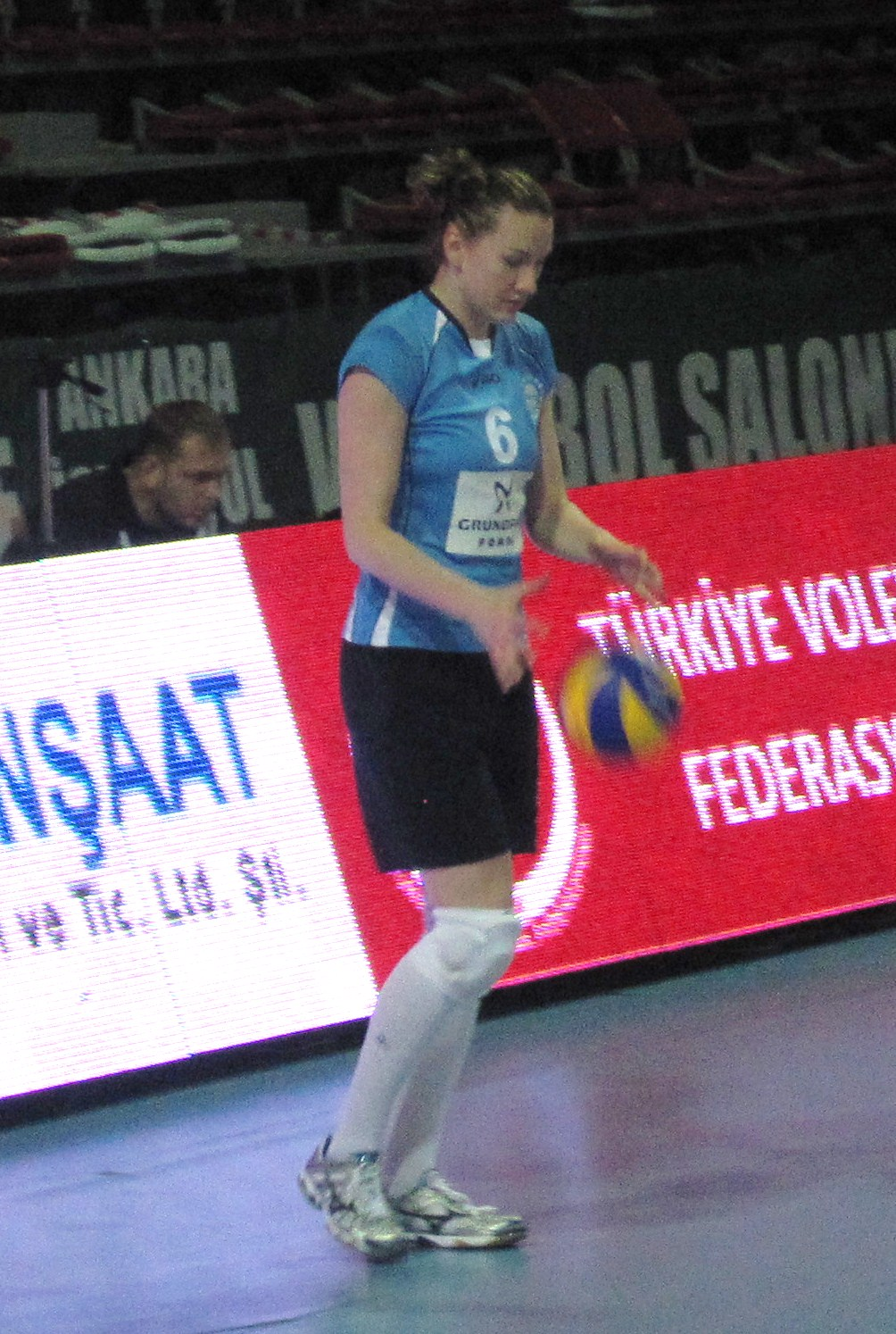
مارينا توماس في عام 2010

مارينا توماس ( (بالبيلاروسية: Марына Тумас) . (بالروسية: Марина Тумас)‏ . من مواليد 17 سبتمبر 1981) هي لاعبة كرة طائرة بيلاروسية . تلعب في فريق İller Bankası في تركيا . لعبت أكثر من 130 مرة لصالح الفريق الوطني البيلاروسي.

## روابط خارجية
- مارينا توماس على موقع الاتحاد الأوروبي (الإنجليزية)
- مارينا توماس على موقع عالم الكرة الطائرة (الإنجليزية)
- نبذة عن اللاعب في fenerbahce.org